# Phrixocomes steropias
Phrixocomes steropias är en fjärilsart som beskrevs av Edward Meyrick 1890. Phrixocomes steropias ingår i släktet Phrixocomes och familjen mätare. Inga underarter finns listade i Catalogue of Life.